# Шієу (комуна, Бістріца-Несеуд)
Шієу (рум. Șieu) — комуна у повіті Бистриця-Несеуд в Румунії. До складу комуни входять такі села (дані про населення за 2002 рік):
- Ардан (849 осіб)
- Посмуш (744 особи)
- Шоймуш (183 особи)
- Шієу (1382 особи) — адміністративний центр комуни

Комуна розташована на відстані 307 км на північ від Бухареста, 16 км на південний схід від Бистриці, 80 км на схід від Клуж-Напоки.

## Населення
За даними перепису населення 2002 року у комуні проживали 3158 осіб.
Національний склад населення комуни:
| Національність | Кількість осіб | Відсоток |
| -------------- | -------------- | -------- |
| румуни         | 2780           | 88,0%    |
| цигани         | 200            | 6,3%     |
| угорці         | 171            | 5,4%     |
| німці          | 7              | 0,2%     |

Рідною мовою назвали:
| Мова      | Кількість осіб | Відсоток |
| --------- | -------------- | -------- |
| румунська | 2887           | 91,4%    |
| угорська  | 169            | 5,4%     |
| циганська | 95             | 3,0%     |
| німецька  | 7              | 0,2%     |

Склад населення комуни за віросповіданням:
| Релігія                                       | Кількість осіб | Відсоток |
| --------------------------------------------- | -------------- | -------- |
| православні                                   | 2837           | 89,8%    |
| реформати                                     | 163            | 5,2%     |
| греко-католики                                | 68             | 2,2%     |
| адвентисти                                    | 32             | 1,0%     |
| п'ятдесятники                                 | 15             | 0,5%     |
| баптисти                                      | 15             | 0,5%     |
| лютерани (Синодально-пресвітеріанська церква) | 9              | 0,3%     |
| римо-католики                                 | 8              | 0,3%     |
| лютерани (Аугсбурзького сповідання)           | 1              | < 0,1%   |
| не вказали релігію                            | 1              | < 0,1%   |

## Зовнішні посилання
- Дані про комуну Шієу на сайті Ghidul Primăriilor